# Aeroportul Billund
Aeroportul Billund (IATA: BLL, ICAO: EKBI) este un aeroport din Comuna Billund, Regiunea Syddanmark, Danemarca ce deservește zona Billund. Aeroportul a fost tranzitat în 2022 de 3.682.398 de pasageri. A fost deschis în 1964 și numit după zona deservită.
Situat la o altitudine de 75 m, aeroportul dispune de 1 pistă și ocupă o suprafață de 3.300.000 m².

## Infrastructură

### Piste
Aeroportul dispune de o singură pistă. Pista 09/27 are suprafața de asfalt și dimensiunile 3.100 m × 45 m. 